# Leandro Damião
Leandro Damião (22 de juliol de 1989) és un futbolista brasiler.

## Selecció del Brasil
Va debutar amb la selecció del Brasil el 2011. Va disputar 17 partits amb la selecció del Brasil.

## Estadístiques
| Selecció del Brasil | Selecció del Brasil | Selecció del Brasil |
| Anys                | Partits             | Gols                |
| ------------------- | ------------------- | ------------------- |
| 2011                | 4                   | 1                   |
| 2012                | 10                  | 1                   |
| 2013                | 3                   | 1                   |
| Total               | 17                  | 2                   |